# Ефективна доза (фармакологія)
У фармакології ефективна доза (ЕД, англ. ED) або ефективна концентрація (ЕК, англ. EC) — це мінімальна доза або концентрація препарату, яка викликає біологічну відповідь. Термін «ефективна доза» використовується, коли вимірювання проводяться in vivo, тоді як «ефективна концентрація» використовується, коли вимірювання проводяться in vitro.
Було встановлено, що будь-яка речовина може бути токсичною при досить високій дозі. Ця концепція була продемонстрована в 2007 році, коли жінка з Каліфорнії померла від водяного сп'яніння під час конкурсу, організованого радіостанцією. Межа між ефективністю та токсичністю залежить від конкретного пацієнта, хоч доза, яку призначає лікар, повинна відповідати заздалегідь визначеному терапевтичному вікну препарату.
Неможливо переоцінити важливість визначення терапевтичного діапазону препарату. Зазвичай це визначається діапазоном між мінімальною ефективною дозою (МЕД, англ. MED) і максимальною переносимою дозою (МПД, англ. MTD). МЕД визначається як найнижчий рівень дози фармацевтичного продукту, який забезпечує клінічно значущу відповідь із середньою ефективністю, яка також статистично значно перевершує відповідь, яку забезпечує плацебо. Подібним чином, МПД є найвищим можливим, але все ще допустимим рівнем дози щодо заздалегідь визначеної клінічної граничної токсичності. Загалом ці обмеження стосуються середньої популяції пацієнтів. Для випадків, коли існує велика різниця між МЕД і МПД, зазначено, що препарат має велике терапевтичне вікно. І навпаки, якщо діапазон є відносно малим або якщо МПД менше, ніж МЕД, тоді фармацевтичний продукт не матиме практичної цінності.

## ED50
Середня ефективна доза — це доза, яка дає кількісний ефект (все або нічого) у 50 % населення, яке її приймає (медіана відноситься до 50 % населення). Іноді позначають як ED50, що означає «ефективна доза для 50 % населення». ED50 зазвичай використовується як міра розумного очікуваного ефекту препарату, але не обов'язково представляє дозу, яку може застосувати клініцист. Це залежить від потреби в ефекті, а також від токсичності. Токсичність і навіть летальність препарату можна кількісно визначити за допомогою TD50 і LD50 відповідно. В ідеалі, ефективна доза повинна бути значно меншою, ніж токсична або летальна доза, щоб препарат був терапевтично значущим.

## ED95
ED95 — це доза, необхідна для досягнення бажаного ефекту у 95 % населення.
В анестезії термін ED95 також використовується, коли йдеться про фармакологію нейром'язових блокаторів. У цьому контексті це доза, яка спричинить 95 % зниження амплітуди одного м'язового посмикування у половини населення. Іншими словами, це ED50 для 95 % зменшення амплітуди посмикування. Відповідь на одне посмикування виникає, коли для стимуляції ліктьового нерва використовується нервовий стимулятор, і вимірюється ступінь посмикування привідного м'яза. Більш точною номенклатурою при такому використанні буде «ED5095».